# Maréchal, nous voilà !
Maréchal, nous voilà ! (фр. Маршале, ми тут!) — французька пісня, присвячена маршалу Анрі Філіппу Петену, написана у 1941 році. 
Автор слів — Андре Монтаньяр, музики — приписується Андре Монтаньяр і Шарль Куртіу. Під час режиму Віші пісню виконували одразу після «Марсельєзи». Коли нацисти заборонили виконувати «Марсельєзу», пісня «Maréchal, nous voilà !» стала фактичним гімном Вішистської Франції. У сучасній Франції виконання пісні не є забороненим.